# アメリカ合衆国の哲学者一覧
- ・・ > 人名一覧 > 学者の一覧 > 哲学者一覧 > アメリカ合衆国の哲学者一覧
- ・・ > Category:人物の一覧 > Category:職業別人名一覧 > Category:学者の人名一覧 > アメリカ合衆国の哲学者一覧

アメリカ合衆国の哲学者一覧。アメリカ合衆国出身、もしくは長年にわたって同国で活動した人物を含む。

## A
- フランシス・エリングウッド・アボット
- デイヴィッド・アブラム
- ピーター・アチンスタイン
- マリリン・マッコード・アダムズ
- ロバート・メリヒュー・アダムズ
- ジェーン・アダムズ
- モーティマー・アドラー
- リンダ・マーティン・アルコフ
- ヴァージル・オルドリッチ
- ハートリー・バー・アレクサンダー
- ディオゲネス・アレン
- ロバート・F・アルミーダ
- ウィリアム・アルストン
- アリス・アンブローズ
- カール・アメリクス
- C・アンソニー・アンダーソン
- ゴードン・アンダーソン
- ジュディス・アンドレ
- ジュリア・アナス
- ルース・ナンダ・アンシェン
- ルイズ・アンソニー
- ハンナ・アーレント
- リチャード・アーネソン
- ロバート・アーリントン
- ブラッドリー・シャヴィト・アートソン
- ウォーレン・アシュビー
- ロバート・アウディ
- ジョディ・アズーニ

## B
- バベット・バビッチ
- ケント・バック
- マックス・バジンスキー
- アーチー・J・バーム
- ゴードン・パーク・ベイカー
- リンネ・ラダー・ベイカー
- ダン・バーカー
- ウィリアム・バラット
- ウィリアム・ウォーレン・バートリー3世
- ジャック・バーザン
- モンロー・ビアズリー
- トム・ビーチャム
- ルイス・ホワイト・ベック
- ローレンス・C・ベッカー
- ヒューゴ・アダム・ベダウ
- ヌエル・ベルナップ
- ポール・ベナセラフ
- グスタフ・ベルクマン
- アーノルド・バーリアント
- マーシャル・バーマン
- アンドリュー・バーンスタイン
- リチャード・J・バーンスタイン
- マーカス・バーキスト
- スティーヴン・ベスト
- クリスティナ・ビッチエリ
- ハリー・ビンスワンガー
- マックス・ブラック
- ブランド・ブランシャード
- マダム・ブラヴァツキー
- ネッド・ブロック
- ベンジャミン・ポール・ブラッド
- アラン・ブルーム
- アルバート・ブラムバーグ
- ジョージ・ボアス
- クリス・ボボニック
- デヴィッド・ボーム
- ローレンス・ボンジャー
- ジョン・エロフ・ブーディン
- ジョージ・ブーロス
- スーザン・ボルドー
- アルバート・ボーグマン
- エーツ・コーク・ブーズマ
- フランシス・ボーエン
- ボーデン・パーカー・ボウン
- バーナード・ボクシル
- リチャード・ボイド
- ロバート・ブランダム
- リチャード・ブラント
- デイヴィッド・ブレーブルック
- ダニエル・ブロック
- スティーヴン・ブロンナー
- ベイカー・ブロウネル
- ウィリアム・ロウ・ブライアン
- スコット・ブキャナン
- ジャスタス・ブクラー
- ジェイ・ブジチェフスキ
- ニコラス・C・バーブレス
- タイラー・バージ
- ケネス・バーク
- ドナルド・バート
- エドウィン・アーサー・バート
- パナヨット・ブチャヴァロフ
- ジュディス・バトラー
- チャールズ・バターワース

## C
- メアリー・ウィストン・カルキンス
- J・ベアード・キャリコット
- ドナルド・T・キャンベル
- ジョン・カプート
- リチャード・キャリアー
- ノエル・キャロル
- ポール・カルス
- スタンリー・カヴェル
- ウィリアム・H・チェンバレン
- エドモンド・ラ・ボーム・シャルボニエ
- ジェイムズ・チルドレス
- ロデリック・チザム
- ノーム・チョムスキー
- パトリシア・チャーチランド
- ポール・チャーチランド
- ケネス・クラッターバウ
- ロイ・A・クラウザー
- カール・コーエン
- ジョシュア・コーエン
- ジェイムズ・F・コナント
- ウィリアム・E・コノリー
- モンキュア・D・コンウェイ
- ジョセフス・フラヴィウス・クック
- ポール・コパン
- ジェイムズ・A・コルベット
- ロバート・S・コリントン
- ジョン・コルヴィーノ
- ウィリアム・クレイグ
- ウィリアム・レーン・クレイグ
- アリス・クレーリー
- ジェイムズ・エドウィン・クレイトン
- ジョセフ・クロプシー
- スティーヴン・クロウェル

## D
- ノーマン・ダニエルズ
- アーサー・ダントー
- ドナルド・デイヴィドソン
- マイケル・デイヴィス
- アルフレッド・ドゥ・グラツィア
- グレース・ドゥ・ラグナ
- セオドア・ドゥ・ラグナ
- ダニエル・デネット
- クリスティアン・ド・クインシー
- キース・デローズ
- ジャン・ドイチュ
- ジョン・デューイ
- コーラ・ダイアモンド
- ドナ・ディキンソン
- キース・ドネラン
- エリオット・N・ドーフ
- ポール・ドレーパー
- セオドア・ドレンジ
- バートン・ドレーベン
- ゲイリー・ドレッシャー
- ヒューバート・ドレイファス
- レイモンド・ダンカン
- バロウズ・ダンハム
- ウィル・デュラント
- ロナルド・ドゥオーキン

## E
- ウィリアム・A・アール
- ジョン・アーマン
- フランク・エバーソール
- ジェイムズ・M・エディー
- ポール・エドワーズ
- ジョナサン・エドワーズ
- スティヴェン・エスピノサ
- アルバート・アインスタイン
- ローレン・アイズリー
- キャサリン・エルギン
- マーク・H・エリス
- ラルフ・ワルドー・エマソン
- マイラン・エンゲル
- H・トリストラム・エンゲルハート・ジュニア
- スティーヴン・L・エスクィス
- ロッド・L・エヴァンス
- エマニュエル・チャクウディ・イーズ

## F
- マーヴィン・ファーバー
- ジェイムズ・E・ファウルコナー
- ジョエル・ファインバーグ
- フレッド・フェルドマン
- アーネスト・フェノロサ
- ハートリー・フィールド
- アーサー・ファイン
- キット・ファイン
- ガイ・フィンリー
- ジョン・マーティン・フィッシャー
- ジョン・フィスク
- レオナード・M・フレック
- ラルフ・タイラー・フルウェリング
- ジェリー・フォーダー
- ウィリアム・フォンテーヌ
- チャールズ・フランケル
- ウィリアム・フランケナ
- ハリー・フランクファート
- ベティ・フリーダン
- エーリッヒ・フロム
- マリリン・フライ
- フランシス・フクヤマ
- クリストファー・フィンスク

## G
- ショーン・ギャラガー
- デイヴィド・ゴティエ
- マイケル・ゲルヴェン
- タマル・ジェンドラー
- ユージン・ジェンドリン
- アレクサンダー・ジョージ
- ロバート・P・ジョージ
- エマニュエル・ヴォーゲル・ガーハート
- ブリー・ガートラー
- エドムント・ゲティア
- レイモンド・ゴイス
- アラン・ゲワース
- アラン・ギバード
- フレッド・ギフォード
- ニール・ギルマン
- ルネ・ジラール
- スー・ゴールディング
- アルヴィン・ゴールドマン
- エマ・ゴールドマン
- レベッカ・ゴールドスタイン
- ネルソン・グッドマン
- アラン・ゴットヘルフ
- ジョージ・J・E・グレイシア
- カーシー・グレイヴス
- マキシン・グリーン
- マージョリー・グリーン
- デヴィッド・レイ・グリフィン
- ロバート・グルディン
- ポール・ガイヤー

## H
- ゲイリー・L・ハグバーグ
- エヴェレット・W・ホール
- マンリー・パーマー・ホール
- フィリップ・ヘイリー
- ジーン・エリザベス・ハンプトン
- ノーウッド・ラッセル・ハンソン
- サンドラ・ハーディング
- ジョン・E・ヘア
- ギルバート・ハーマン
- エロル・ハリス
- レオナード・ハリス
- ウィリアム・トーリー・ハリス
- サリー・ハンスランガー
- ギルバート・ハーマン
- ロバート・S・ハートマン
- チャールズ・ハーツホーン
- ドナルド・ウェスト・ハーワード
- スターリング・ハーウッド
- ウィリアム・ハスカー
- ジョン・ホーグランド
- スペンサー・ヒース
- トッド・ヘドリック
- ローレンス・ペルセウス・ヒコック
- スティーヴン・ヒックス
- カスリーン・ヒギンス
- マリアン・ヒラー
- ウィリアム・ハースタイン
- ウィリアム・アーネスト・ホッキング
- エリック・ホッファー
- ダグラス・ホフスタッター
- アーサー・F・ホームズ
- ジェラルド・ホルトン
- シドニー・フック
- ジョン・ホスパース
- ヴァーノン・ハワード
- ジョージ・ホームズ・ホウィソン
- エルバート・ヒュバード
- マイケル・ヒューマー
- コリン・ヒューズ
- デイヴィド・ハル
- サム・ハリス

## I
- ピーター・ヴァン・インワーゲン

## J
- ヘンリー・ジェイムズ
- ウィリアム・ジェイムズ
- フレドリック・ジェイムソン
- マーティン・ジェイ
- トマス・ジェファーソン
- アレクサンダー・ブライアン・ジョンソン
- デイヴィド・アラン・ジョンソン
- マーク・ジョンソン
- ルフス・ジョーンズ
- エドワード・ジョーンズ・イムホテプ

## K
- シェリー・ケーガン
- ホラス・カレン
- フランセス・カム
- ロバート・ケイン
- エイブラハム・カプラン
- デイヴィド・カプラン
- モルデカイ・カプラン
- スージー・カッセム
- ジェロルド・カッツ
- ピーター・カウフマン
- ウォルター・カウフマン
- R・P・カウシク
- サム・キーン
- デイヴィド・ケリー
- カシウス・ジャクソン・キーザー
- ジェグォン・キム
- スタントン・デイヴィス・カーカム
- ジェイコブ・クライン
- ピーター・D・クライン
- ジョシュア・ノーブ
- ネッド・コック
- デイヴィド・コープセル
- デイヴィド・コルブ
- ヒラリー・コーンブリス
- クリスティン・コースガード
- マシュー・クラマー
- マイケル・クラウス
- ピーター・クリフト
- ウェルナー・クリーグルスタイン
- ソール・クリプキ
- J・クリシュナムルティ
- マーク・クズースキ
- トマス・サムエル・クーン
- ポール・カーツ

## L
- ジョージ・トランブル・ラッド
- グレイス・ドゥ・ラグナ
- コーリス・ラモント
- マーク・ランス
- チャールズ・レーン
- ウィリアム・レーン・クレイグ
- スザンヌ・ランガー
- チャールズ・ラーモア
- ジョナサン・リア
- キース・レーラー
- ブライアン・ライター
- ジェイムズ・G・レノックス
- アイザック・レヴィ
- マイケル・レヴィン
- クラレンス・アーヴィング・ルイス
- デイヴィド・ケロッグ・ルイス
- マーク・リラ
- ヒルデ・リンデマン
- アルフォンソ・リンギス
- レオナード・リンスキー
- マシュー・リップマン
- アルフレッド・ヘンリー・ロイド
- エリザベス・ロイド
- アラン・ルロワ・ロック
- ローレン・ロマスキー
- マックス・フリーダム・ロング
- ロデリック・ロング
- ヘレン・ロンギノ
- ウィリアム・ライカン
- ヘレン・リンド

## M
- ジェイムズ・マディソン
- トマス・A・マッカーシー
- ジャネット・マクラッケン
- ドワイト・マクドナルド
- アラスデア・マッキンタイア
- デイヴィド・E・マクリーン
- エヴァンダー・ブラッドリー・マクギルヴァリー
- ティボー・R・マカン
- ルイス・H・マッキー
- リーモン・マクヘンリー
- テレンス・マッケナ
- マシュー・W・マッケオン
- リチャード・マッケオン
- ルース・マックリン
- ジョン・H・マクレンドン
- ジェフ・マクマハン
- ウィリアム・マクニール
- ロバート・マグリオラ
- ノーマン・マルコム
- ジェシー・マン
- ルース・バルカン・マーカス
- ジョセフ・マーゴリス
- アーウィン・マークィト
- ドン・マーキス
- ビル・マーティン
- ドナルド・A・マーティン
- マイケル・マーティン
- リチャード・ミルトン・マーティン
- ベンソン・メイツ
- ギャレス・マシューズ
- ジョージ・I・マヴロデス
- トッド・メイ
- アーンスト・W・マイヤー
- ジョージ・ハーバート・ミード
- ジャック・メイランド
- アルフレッド・メレ
- スティーヴン・メン
- フランクリン・メレル＝ウルフ
- レオナード・B・メイヤー
- スティーヴン・C・メイヤー
- シドニー・エドワード・メジズ
- ジョン・ウィリアム・ミラー
- ミッチェル・ミラー
- リチャード・W・ミラー
- エライジャ・ミルグラム
- ルース・ミリカン
- フィリップ・ミロフスキ
- ブライアン・J・ミストラー
- カール・ミッチャム
- サンドラ・ミッチェル
- アン・M・モンゴヴェン
- リチャード・モンタギュー
- ウィリアム・ペパレル・モンタギュー
- アーンスト・アディソン・ムーディ
- アディソン・ウェブスター・ムーア
- チャールズ・A・ムーア
- ポール・エルマー・モア
- J・P・モアランド
- ジョン・ヘンリー・モーガン
- シドニー・モーゲンベッサー
- チャールズ・W・モリス
- クリストファー・W・モリス
- トマス・V・モリス
- ポール・モーザー
- アタナシオス・モウラキス
- V・Y・ムディンベ
- ロン・マクラムロック

## N
- トマス・ネーゲル
- デブラ・ネイルズ
- ルイス・ナレンズ
- ジェイコブ・ニードルマン
- ジョン・ネイハート
- ジェイムズ・リンデマン・ネルソン
- マイケル・P・ネルソン
- ジェイ・ニューマン
- ショーン・ニコルズ
- ジェフリー・ニールセン
- リチャード・トマス・ノラン
- カルヴィン・ノーモア
- デイヴィド・L・ノートン
- マイケル・ノヴァク
- クロード・ノウェル
- ロバート・ノージック
- マーサ・ヌスバウム

## O
- ジェイムズ・オッテソン

## P
- トマス・ペイン
- ジョージ・ハーバート・パーマー
- トマス・パングル
- ジョージ・パパス
- レオナード・ペイコフ
- チャールズ・サンダース・パース
- グレゴリー・ペンス
- スティーヴン・ペパー
- ラルフ・バートン・ペリー
- ロバート・B・ピピン
- ロバート・M・パーシグ
- ウォルター・B・ピトキン
- アルヴィン・プランティンガ
- リチャード・ポプキン
- リチャード・ポズナー
- ロバート・M・プライス
- ハリー・プロシュ
- ヒラリー・パトナム

## Q
- ウィラード・ヴァン・オーマン・クワイン

## R
- ジェイムズ・レイチェルズ
- アイン・ランド
- ジョン・ハーマン・ランドール
- ロバート・ブルース・ラウプ
- ジェローム・ラヴェッツ
- ハイディ・ラヴェン
- ジョン・ロールズ
- フレデリック・ラウシャー
- ジョージ・ランシング・レイモンド
- マイケル・C・リー
- ウィリアム・L・リース
- トム・レーガン
- ヴィクター・ルパート
- ハンス・ライヘンバッハ
- ニコラス・レッシャー
- フィリップ・H・ラインランダー
- アドリエンヌ・リッチ
- ウィリアム・J・リチャードソン
- ローレンス・リッケルス
- ジェイムズ・ロッブ
- ダニエル・N・ロビンソン
- リック・ロデリック
- バーナード・ロリン
- ホームズ・ロルストン3世
- アヴィタル・ロネル
- リチャード・ローティ
- スタンリー・ローゼン
- アレクサンダー・ローゼンバーグ
- ジェイ・ローゼンバーグ
- ユージン・ローゼンストック＝ヒューシー
- デイヴィド・M・ローゼンタール
- スティーヴン・デイヴィド・ロス
- ギアン＝カルロ・ロタ
- マレー・ロスバード
- ウィリアム・L・ロウ
- ジョサイア・ロイス
- マイケル・ルース
- デイヴィド・リニン

## S
- ウィリアム・S・サハキアン
- ジョン・サリス
- ネイサン・サーモン
- マイケル・サンデル
- エリス・サンドス
- デイヴィド・H・サンフォード
- ラリー・サンガー
- ジョージ・サンタヤナ
- クリスピン・サートウェル
- ジェニファー・ソール
- ジェフリー・セイヤー＝マッコード
- ケネス・M・セイヤー
- T・M・スキャンロン
- ダイアナ・シャウプ
- セオドア・シック
- タッド・シュマルツ
- デイヴィド・シュミット
- J・B・シュナイウィンド
- ハロルド・M・シュルワイス
- アルフレッド・シュッツ
- デイヴィド・シュワイカート
- ジョン・サール
- ロイ・ウッド・セラーズ
- ウィルフリド・セラーズ
- スタンリー・スフィカス
- ジェレミー・J・シャピロ
- マイケル・J・シャピロ
- ステュワート・シャピロ
- ウィリアム・ショー
- ジョージ・シャー
- ウォーレン・シブルス
- デイヴィド・シャー
- リチャード・シュスターマン
- ヒュー・J・シルヴァーマン
- エドガー・A・シンガー
- アーヴィング・シンガー
- デイヴィド・スクルビナ
- ブライアン・スカームズ
- バリー・スミス
- ジョージ・H・スミス
- クエンティン・スミス
- タラ・スミス
- T・V・スミス
- ウォルフガング・スミス
- レイモンド・スマリヤン
- ジョセフ・D・スニード
- スコット・ソームズ
- アラン・ソーブル
- ロバート・C・ソロモン
- ジョセフ・B・ソロヴェイチック
- フレデリック・ソンタグ
- ピティリム・ソローキン
- デイヴィッド・ソウザ
- アーネスト・ソウザ
- ライサンダー・スプーナー
- エルマー・スプレイグ
- ロバート・スタルネイカー
- ローレンス・ステペレヴィッチ
- チャールズ・スティーヴンソン
- スティーヴン・スティッチ
- レオ・シュトラウス
- デイヴィッド・ストロング
- バリー・ストラウド
- ピーター・スーバー
- ウィリアム・グレアム・サムナー
- フレデリック・サッピ
- パトリック・サップス
- リサ・H・シュワーツマン
- マルフォード・Q・シブリー

## T
- ウィリアム・W・テイト
- ナシーム・ニコラス・タレブ
- リチャード・ターナス
- アルフレッド・タウバー
- マーク・C・テイラー
- ポール・テイラー
- リチャード・テイラー
- ニール・テナント
- アーヴィング・タルバーグ
- ローレンス・トマス
- ポール・B・トンプソン
- レイン・トムソン
- ジュディス・ジャーヴィス・トムソン
- ヘンリー・デイヴィド・ソロー
- パウル・ティリッヒ
- サミュエル・マーティン・トンプソン
- サミュエル・トーデス
- マイケル・トゥーリー
- アンナ＝テレサ・ティミエニエツカ

## U
- ロバート・ウラノウィッツ
- ピーター・アンガー
- ウィルバー・マーシャル・アーバン

## V
- ウィリアム・F・ヴァリセラ
- ポール・ヴァン・ブレン
- バス・ファン・フラーセン
- ピーター・ヴァン・インワーゲン
- アキッレ・ヴァルツィ
- ヘンリー・バブコック・ヴィーチ
- J・デイヴィド・ヴェルマン
- エリック・ヴォーゲリン
- アリス・フォン・ヒルデブラント

## W
- ジェイムズ・D・ウォレス
- ケンドール・ウォルトン
- メアリー・アン・ウォーレン
- カール・ワトナー
- アラン・ワッツ
- ブライアン・ウェザーソン
- デイヴィド・ワインバーガー
- ジャック・ラッセル・ワインスタイン
- マックス・ワイスマン
- ポール・ワイス
- モリス・ワイツ
- コーネル・ウェスト
- アンソニー・ウェストン
- ジョナサン・ウェストファル
- グレゴリー・ウィーラー
- モートン・ホワイト
- アルフレッド・ノース・ホワイトヘッド
- ウォルト・ホイットマン
- ダン・ウィクラー
- ケン・ウィルバー
- ジョン・ダニエル・ワイルド
- ダラス・ウィラード
- ウィリアム・マッキンタイア・ソルター
- マイケル・ウィリアムズ
- ブルース・ウィルシャー
- ロバート・アントン・ウィルソン
- ウィリアム・J・ウィンスレイド
- スーザン・ウルフ
- ロバート・ポール・ウルフ
- ニコラス・ウォルターストーフ
- ポール・ウッドラフ
- チャウンシー・ライト

## Y
- スティーヴン・ヤブロ
- イゴール・イェフィモフ
- アーサー・M・ヤング
- アイリス・マリオン・ヤング